# Markthalle Saint-Jean-aux-Bois (Ardennes)

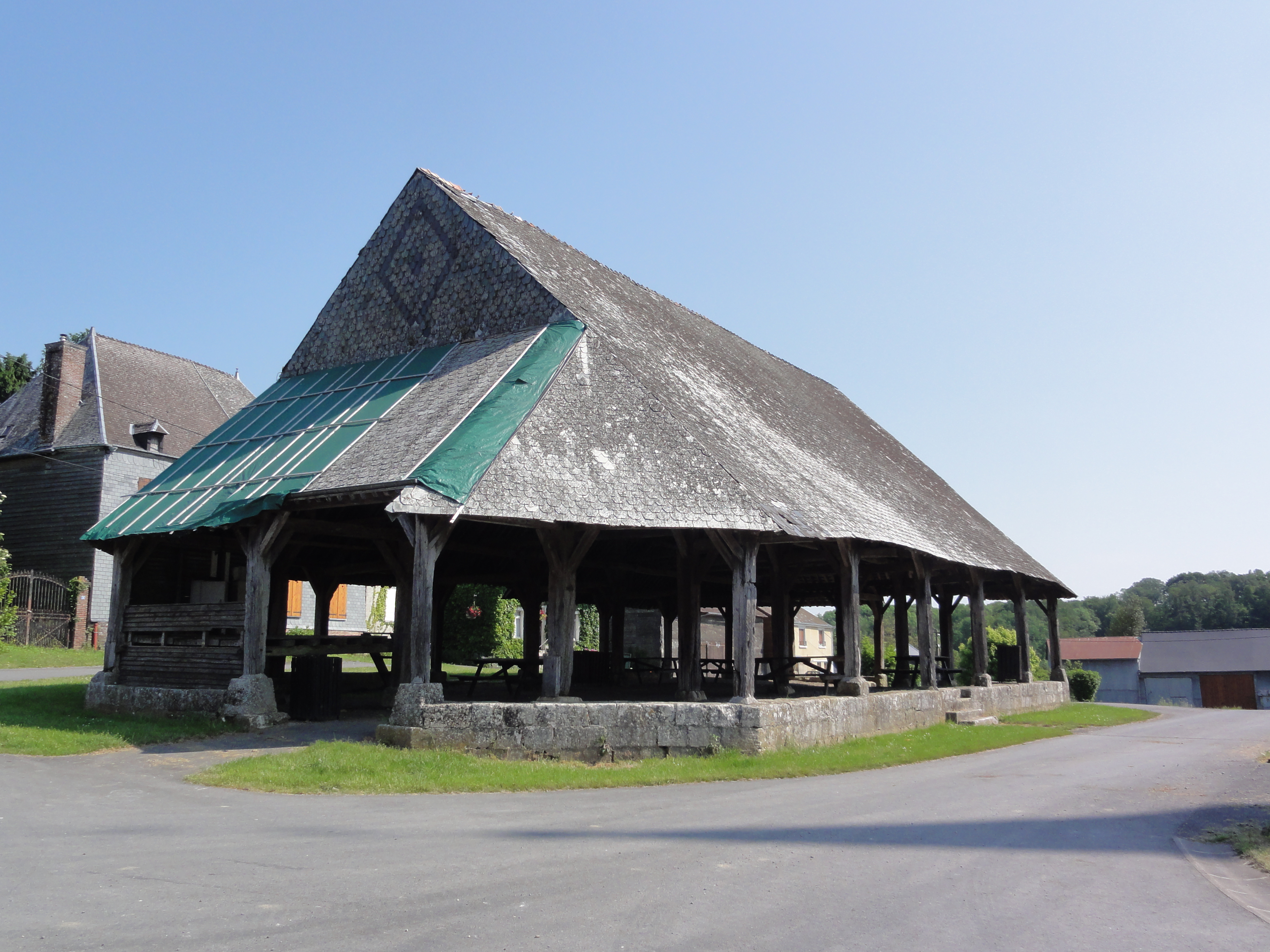
Markthalle in Saint-Jean-aux-Bois (2012)

Die Markthalle in Saint-Jean-aux-Bois, einer französischen Gemeinde im Département Ardennes in der Region Grand Est, wurde 1752/53 errichtet. Die Markthalle an der Place de l’Église steht seit 1981 als Monument historique auf der Liste der Baudenkmäler in Frankreich.
Das Gebäude zählt zu den letzten alten Markthallen in den Ardennen, die in ihrer ursprünglichen Form noch erhalten sind.